# 正
 (octobre 2020).
Si vous disposez d'ouvrages ou d'articles de référence ou si vous connaissez des sites web de qualité traitant du thème abordé ici, merci de compléter l'article en donnant les références utiles à sa vérifiabilité et en les liant à la section « Notes et références ».
正 est un kanji composé de 5 traits et fondé sur 止. Il fait partie des kyōiku kanji de 1re année.
Il se lit セイ (sei) ou ショウ (shō) en lecture on et ただしい (tadashii) en lecture kun.
Son caractère Unicode est 6B63.

## Exemples
- 正しい (tadashii) : juste, exact, correct.
- 正直 (shoojiki) : honnête.
- 不正直 (fushoojiki) : malhonnête.
- 正午 (shoogo) : midi pile.
- 正方形 (seihookei) : carré.
- 正確 (seikaku) : précis.